# Association suisse de football
Pour les articles homonymes, voir ASF.
L'Association suisse de football (ASF ; en allemand Schweizerischer Fussballverband, SFV ; en italien Associazione Svizzera di Football, ASF) est une association regroupant les clubs de football de Suisse et organisant les compétitions nationales et les matchs internationaux de l'équipe de Suisse. Elle est membre fondatrice de la FIFA en 1904 et est membre de l'UEFA depuis la création de cette dernière en 1954.
L'ASF est l'une des organisations sportives les plus importantes du pays et est basée à la Maison du football suisse, à Muri, près de Berne.
L'ASF remplit ses fonctions avec les trois départements : la Swiss Football League (SFL), de la Première Ligue (EL) et de la Ligue amateur (LA). Les trois départements ont leur propre personnalité juridique et leurs propres organes. Au niveau du football amateur, l'ASF est divisée en 13 associations régionales.

## Histoire
L'Association suisse de football est fondée le 7 avril 1895 à Olten,. Son premier président est Emil Westermann, membre du Grasshopper Club Zurich, l'un des onze clubs fondateurs en compagnie de l'Anglo-American FC, du FC Baseler, du FC Excelsior, du club du Château de Lancy, du FC La Villa Ouchy, du Lausanne Football and Cricket Club, du Neuchâtel Rovers FC, du FC Saint-Gall, du club de la Villa Longchamp et du Yverdon FC. Pour raisons financières, la ligue ne peut toutefois pas mettre sur pied de championnat dès sa création. Dès lors, c'est un journal qui va s'en charger. La Suisse Sportive, quotidien genevois, organise la première saison en 1897-1898. Comme tous les participants ne font pas partie de l'ASF, ce premier exercice est considéré comme officiel. Mais la ligue comprend l'ampleur de l'événement et reprend finalement l'organisation du championnat national à son compte dès 1898-1899.

## Organisation
Son siège se trouve à Muri, en banlieue de Berne. Son président est Dominique Blanc depuis le 18 mai 2019.
L'ASF est l'une des associations sportives les plus importantes en Suisse avec, en 2017, environ 1 400 clubs, 14 000 équipes et 250 000 joueuses et joueurs actifs.

## Associations régionales

### Liste des organisations
L'ASF compte 13 associations régionales (2e ligue à 5e ligue) :
| - AFV Aargauischer Fussballverband (Argovie) - AFBJ Association de Football Berne/Jura (Berne/Jura) - IFV Innerschweizerischer Fussballverband (Suisse centrale) - FVNWS Fussballverband Nordwestschweiz (Suisse du Nord-Ouest) - OFV Ostschweizer Fussballverband (Suisse orientale) - SKFV Solothurner Kantonal-Fussballverband (Soleure) - FVRZ Fussballverband Region Zürich (Zurich) - FTC Federazione Ticinese di Calcio (Tessin) - AFF Association Fribourgeoise de Football (Fribourg) - ACGF Association Cantonale Genevoise de Football (Genève) - ANF Association Neuchâteloise de Football (Neuchâtel) - AVF Association Valaisanne de Football (Valais) - ACVF Association Cantonale Vaudoise de Football (Vaud) |

### Association neuchâteloise de football (ANF)

#### Présentation de l'ANF
L'association neuchâteloise de football (ANF) est une association régionale de football, qui organise les compétitions de football amateur[Où ?] sous la direction de la Ligue amateur de football, organe directif de l'association suisse de football.

#### Histoire de l'ANF
L'ANF est créée le 10 mars 1900, à La Chaux-de-Fonds, par Henri Ducommun, le premier président de l'association, Auguste Lalive et Arnold Zing.
L'association est créé quelques années après la fondation en 1893 du premier club de football, le Neuchâtel Rovers Football Club, disparu en 1895 et la fondation par la suite du Football Club Neuchâtel en 1895.

#### Clubs de l'ANF
Avant 1910, sept clubs de football sont créés dans le canton de Neuchâtel : FC Bevaix (anciennement FC Châtelard), Football Club La Chaux-de-Fonds, FC Étoile Sporting, FC Fleurier, FC Floria, Football Club Neuchâtel et FC Vignoble.

#### Organisation de l'ANF
Les associations régionales de football s'occupent des coupes régionales de football et des ligues de football qui sont : la 2e ligue, la 3e ligue, la 4e ligue, la 5e ligue et les divisions de football junior.

### Association cantonale vaudoise de football (ACVF)
L'association cantonale vaudoise de football (ACVF) est une association régionale de football, qui organise les compétitions de football amateur sous la direction de la Ligue amateur de football, organe directif de l'association suisse de football.

#### Histoire de l'ACVF
L'ACVF est créée le 21 août 1904, à Lausanne, par les représentants du FC Stella Lausanne, du Forward Morges et du Fortuna Nyon.
Le premier président est Charles Heysé, l'organisateur de la première séance de l'association cantonale vaudoise de football et le représentant du FC Stella Lausanne.

#### Clubs de l'ACVF
Les premiers clubs à rejoindre l'ACVF sont le FC Stella Lausanne, le FC Montriond Lausanne, le Young Boys Lausanne, le FC Signal Lausanne, le FC Aigle, FC Narcisse Montreux, le FC Forward Morges, le FC Fortuna Nyon, le FC Yverdon Nord et le Concordia Yverdon.

#### Organisation de l'ACVF
Les associations régionales de football s'occupent des coupes régionales de football et des ligues de football qui sont : la 2e ligue, la 3e ligue, la 4e ligue, la 5e ligue et les divisions de football junior. L'ACVF est également en charge d'organiser les compétitions féminines (juniors et actives) ainsi que le football des seniors (catégories maculines : +30, +40, +50 et féminines).

## Ligues suisses de football
- Brack Super League 12 équipes
- dieci Challenge League 10 équipes
- Hoval Promotion League 18 équipes
- 1re Ligue Classic 48 équipes réparties en 3 groupes de 16 équipes
- 2e Ligue Interrégionale 70 équipes réparties en 5 groupes de 14 équipes
- 2e Ligue 218 équipes réparties en 17 groupes
- 3e Ligue 557 équipes réparties en 46 groupes
- 4e Ligue 848 équipes réparties en 74 groupes
- 5e Ligue 774 équipes réparties en 75 groupes

## Présidents
| 1898 : Emil J. Westermann, Zürich 1898–1898 : Max Auckenthaler, Bern 1898–1899 : Paul Kehrli, Lausanne 1899–1900 : Henri Doll, Zürich 1900–1901 : Dr. Hans Burckhardt, Basel 1901–1902 : Hans Girsberger, Bern 1902–1903 : Robert C. Westermann, Zürich 1903–1905 : Dr. Fritz Curti, St. Gallen 1905–1906 : Dr. Hans Enderli, Zürich 1906–1907 : Albert Heiniger, Bern 1907–1909 : Paul Buser, Basel 1909–1910 : Louis Berthod, La Chaux-de-Fonds 1910–1911 : Henry Ducommun, Lausanne 1911–1912 : Henri Tschudi, St. Gallen 1912–1913 : Dr. Fritz Curti, St. Gallen 1913–1916 : Adrien Bech, Bern 1916–1917 : Franz Rinderer, Basel | 1917–1920 : Dr. Fritz Hauser, Basel 1920–1923 : Marcel Henninger, Genf 1923–1925 : Meinrad Ott, Zürich 1925–1929 : Jakob Schlegel, Zürich 1929–1941 : Otto Eicher, Bern 1941–1944 : Dr. Robert Zumbühl, Zürich 1944–1947 : Jean Krebs, Neuchâtel 1947–1954 : Ernst Thommen, Basel 1954–1964 : Gustav Wiederkehr, Zürich 1964–1975 : Victor de Werra, Vétroz 1975–1983 : Walter Baumann, Reinach BL 1983–1989 : Heinrich Röthlisberger, Basel 1989–1993 : Freddy Rumo, La Chaux-de-Fonds 1993–2001 : Marcel Mathier, Sion 2001–2009 : Ralph M. Zloczower, Bern 2009–2019 : Peter Gilliéron, Bern 2019-2025 : Dominique Blanc, Lausanne 2025-... : Peter Knäbel |